# Langley (Kent)
Langley – wieś w Anglii, w hrabstwie Kent, w dystrykcie Maidstone. Leży 6 km na południowy wschód od miasta Maidstone i 58 km na południowy wschód od centrum Londynu.